# 兵库县立美术馆
兵库县立美术馆（日语：／ Hyōgo Kenritsu Bijutsukan）是位于日本兵库县神户市中央區「HAT神戶」园区的美术馆，于2002年开馆，有「艺术之馆」的爱称。

## 历史
美术馆由安藤忠雄设计，于2002年对公众开放。美术馆前身兵库县立近代美术馆（开馆时间：1970年/设计者：村野藤吾）现为兵库县立美术馆分馆，分别是原田之森美术馆和横尾忠则现代美术馆。新馆与这两个分馆合计建筑面积达37,894m²。

## 藏品
馆内藏有7000件以上的藏品。最初收藏种类有近代雕刻、近代版画、本地文化相关美术三类，后加入现代美术，成为四大类。

## 主要构成部分
- 企划展厅1-3
- 常设展厅1-6
- 金山平三纪念展厅
- 小矶良平纪念展厅
- 讲演厅
- 音乐厅
- 美术资讯中心
- 画廊
- 画室1-2
- 餐厅
- 咖啡厅

## 建筑简介
- 设立 - 2002年
- 竣工 - 2001年
- 建筑设计 -安藤忠雄建筑研究所
- 设备设计 - 森村设计
- 占地面积 - 19,000.00m²
- 建筑面积 - 12,807.71m²
- 室内面积 - 27,461.41m²

## 圖片

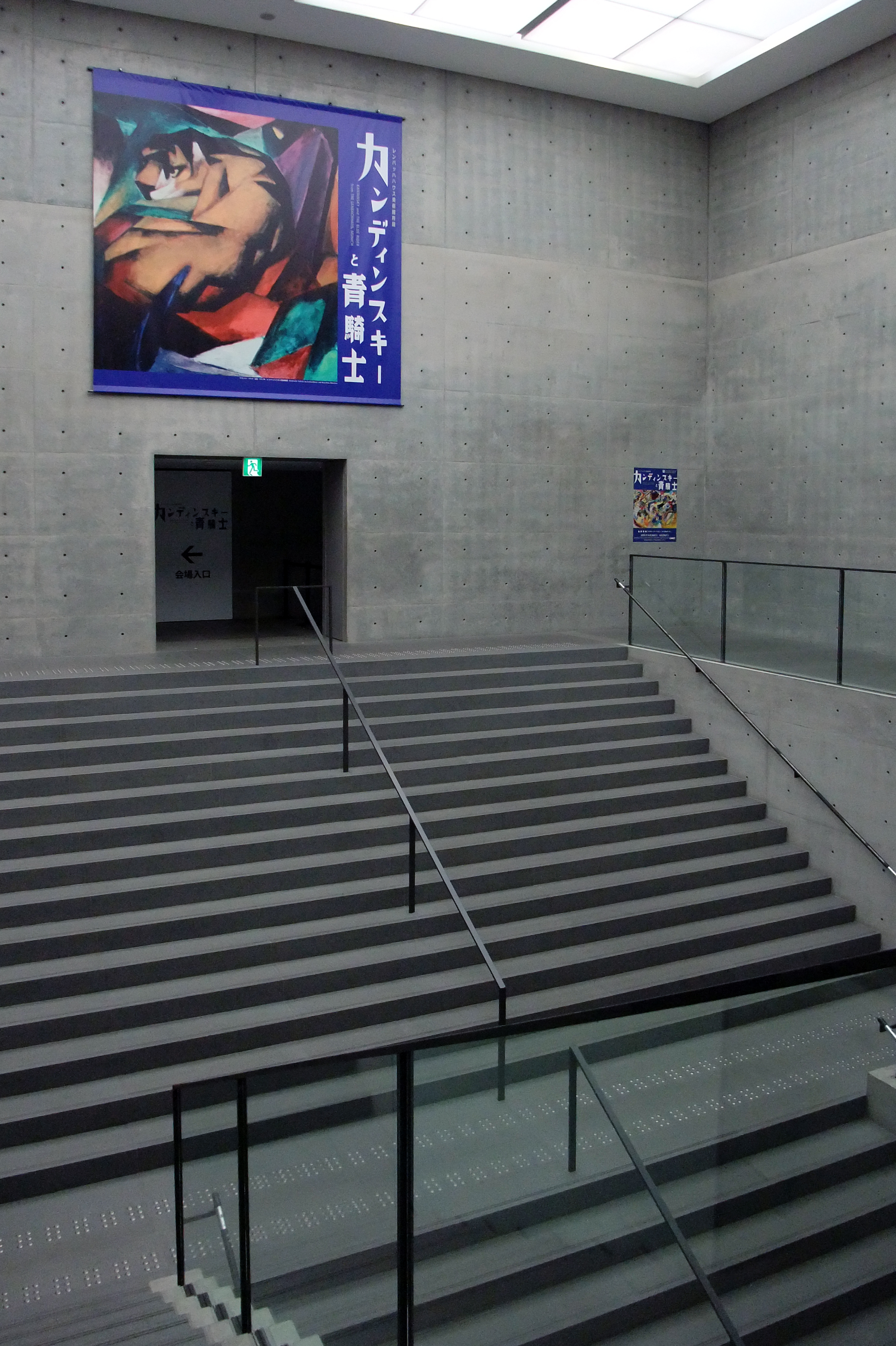
展厅入口
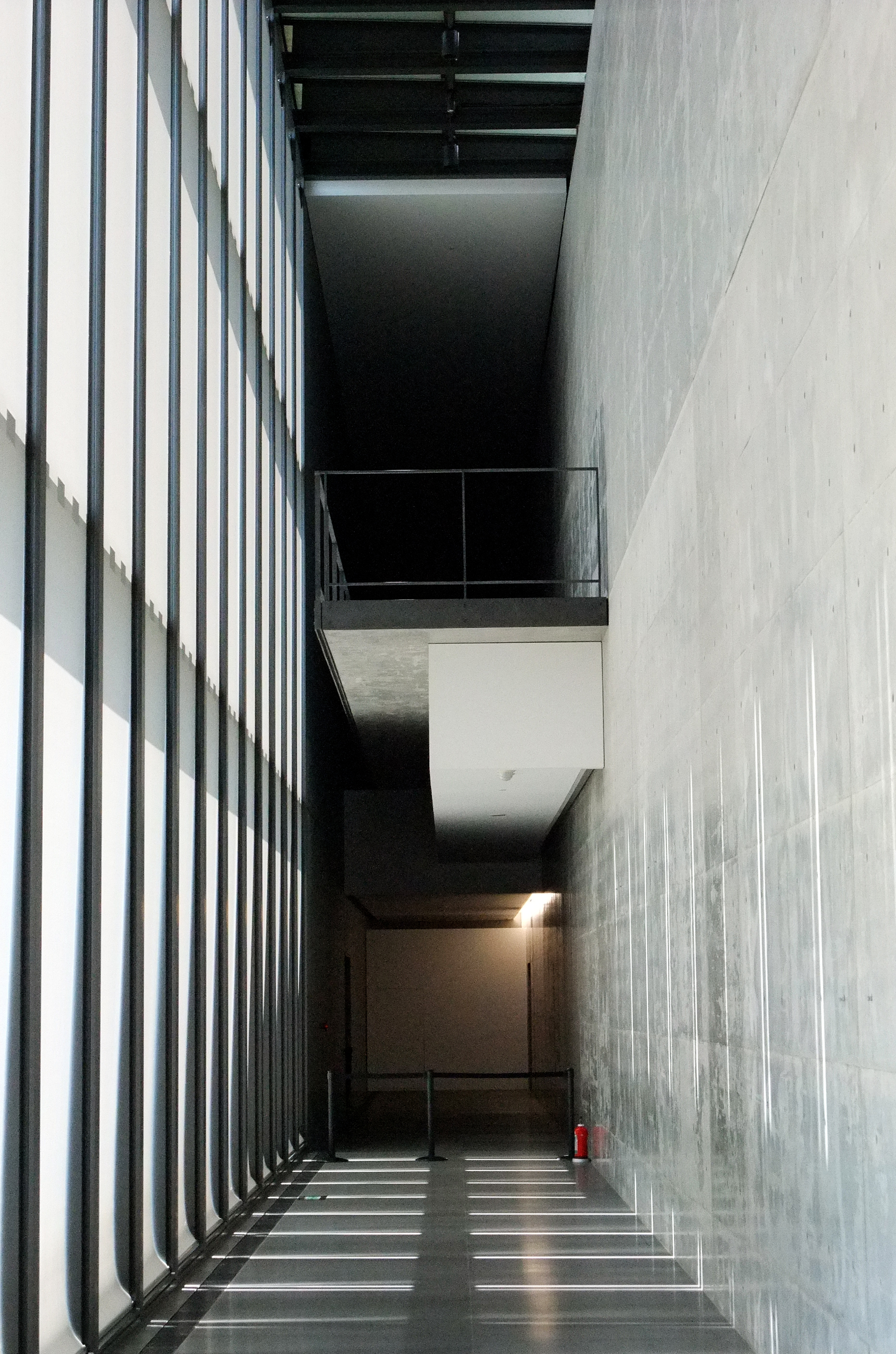
馆内走廊
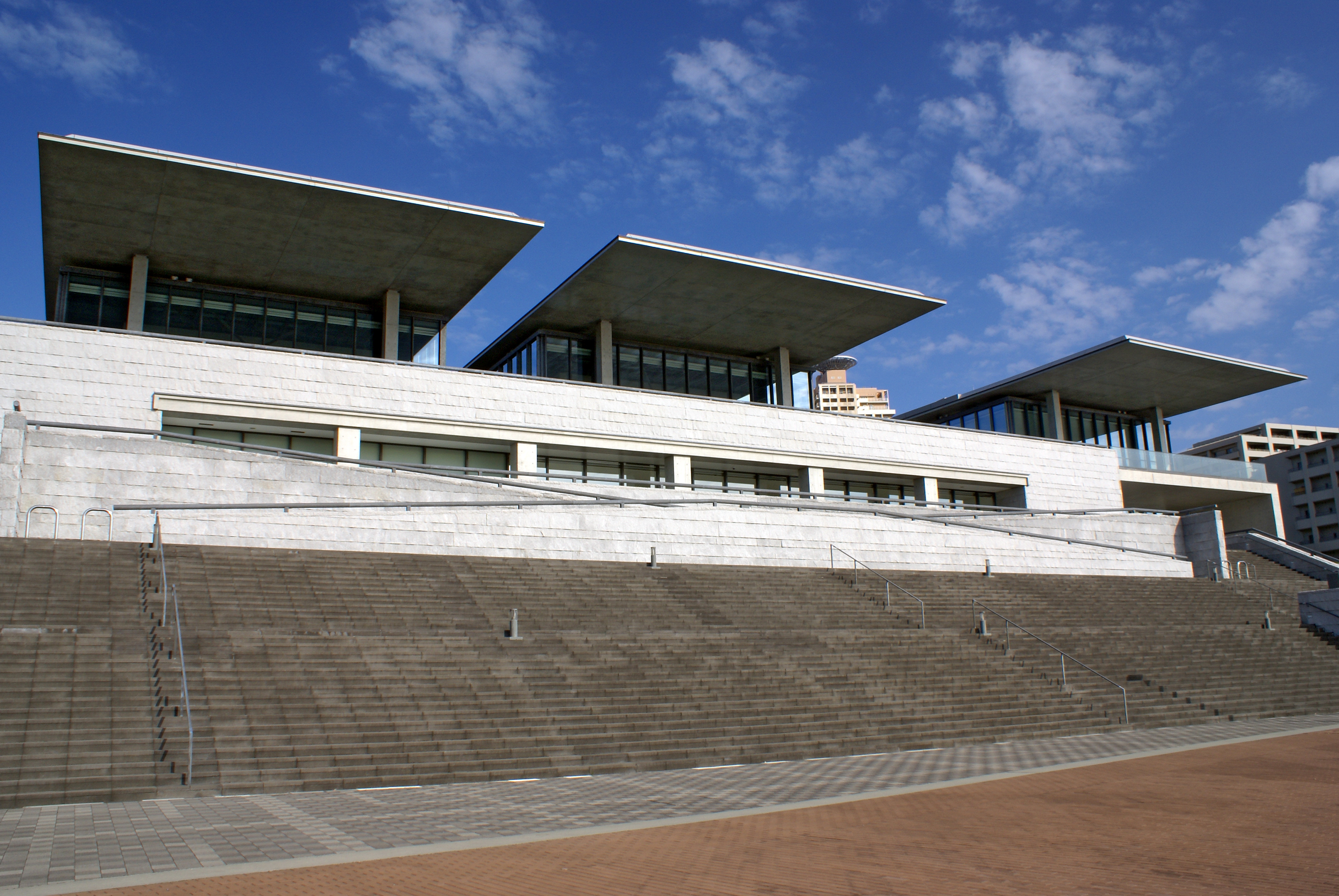
南側
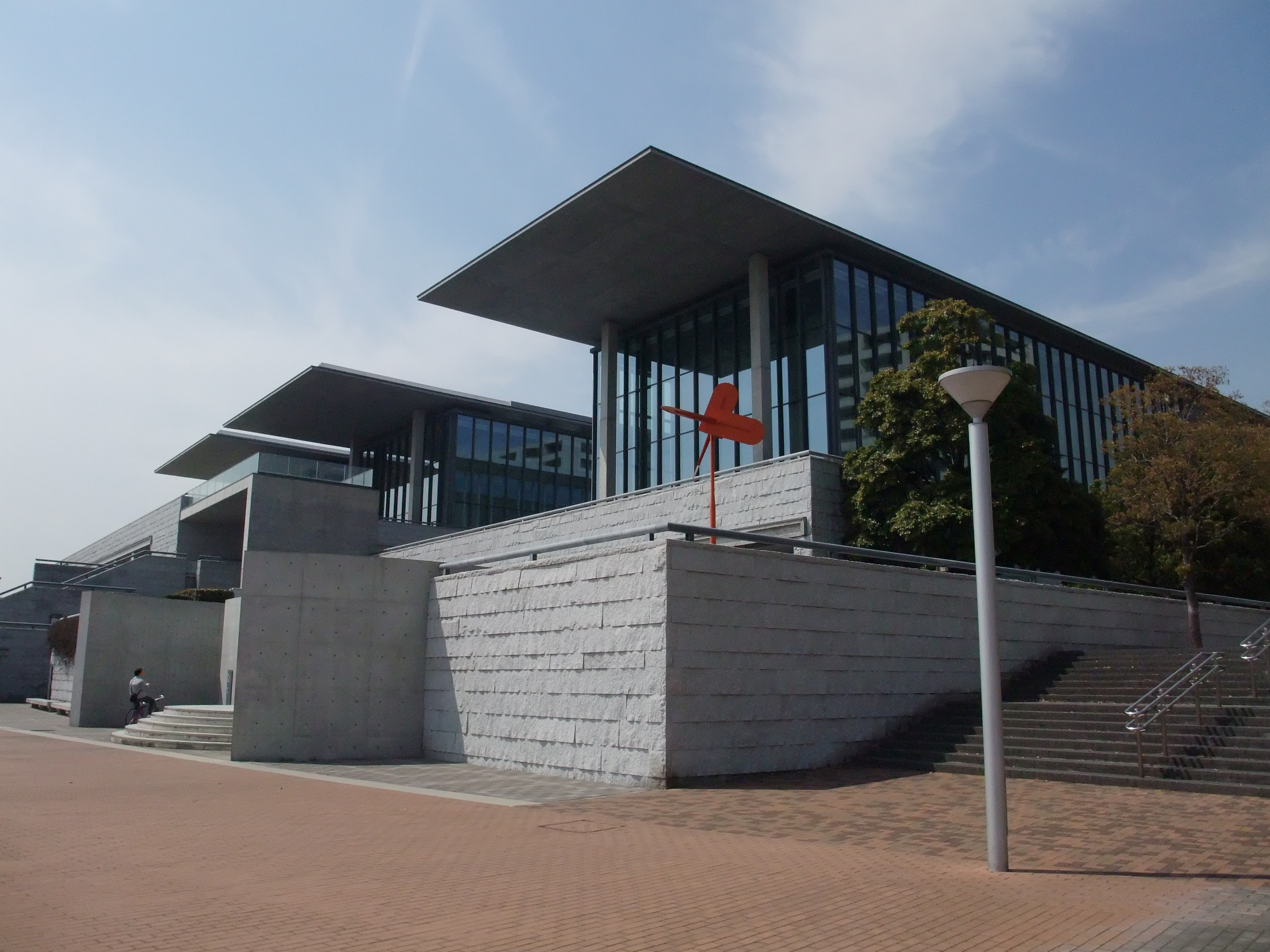
南東側
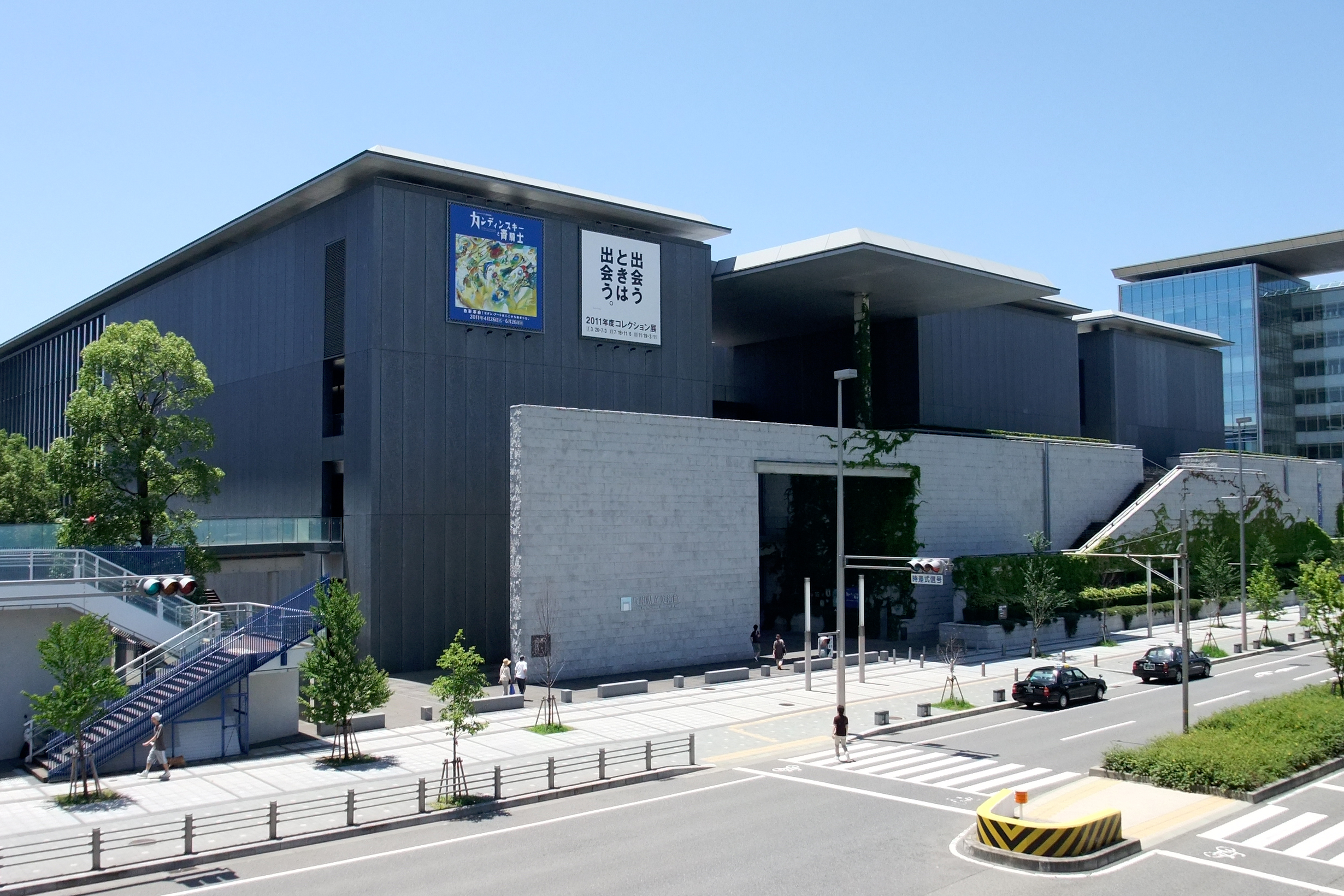
北東側

## 相关项目
- 安藤忠雄
- 神户市
- 美術館